# بهار (تاجیکستان)
بهار (به لاتین: Bahori) یک منطقهٔ مسکونی در تاجیکستان است که در ناحیه ناصرخسرو واقع شده‌است.